# نظرية مؤامرة وكالة المخابرات المركزية لاغتيال كينيدي
نظرية اغتيال وكالة المخابرات المركزية لكينيدي هي نظرية بارزة ضمن النظريات المتعلقة باغتياله. وفقًا لإيه بي سي نيوز، فإن لوكالة المخابرات المركزية تقريبًا دور في كل نظرية تشمل مؤامرة أمريكية. الطبيعة السرية لوكالة المخابرات المركزية، والحدسية المحيطة بالاغتيالات السياسية البارزة في الولايات المتحدة خلال الستينيات، جعلت وكالة المخابرات المركزية مشتبهًا معقولًا بالنسبة للبعض الذين يؤمنون بالنظريات التآمرية. عزا منظرو المؤامرة العديد من الدوافع لتورط وكالة المخابرات المركزية في اغتيال الرئيس كينيدي، بما في ذلك إقالة كينيدي لمدير وكالة المخابرات المركزية ألين دالاس، ورفضه تقديم الدعم الجوي لغزو خليج الخنازير، وخطته لخفض ميزانية الوكالة بنسبة 20%. بالإضافة إلى الاعتقاد بأنه كان ضعيفًا في مواجهة الشيوعية. 

## الخلفية
اغتيل جون ف. كينيدي، الرئيس الخامس والثلاثين للولايات المتحدة الأمريكية، في دالاس، تكساس، في 22 نوفمبر 1963. وفي أعقاب ذلك، قامت العديد من الوكالات واللجان الحكومية بالتحقيق في الظروف المحيطة بالاغتيال، وخلصت جميعها إلى أن لي هارفي أوزوالد كان القاتل. رغم ذلك، قُتل أوزوالد من قبل جاك روبي الذي كان مالكًا لنادي ليلي وله علاقات مع المافيا، وذلك قبل أن يحاكم في محكمة قانونية. أدت التناقضات بين التحقيقات الرسمية والطبيعة غير الاعتيادية للاغتيال إلى مجموعة متنوعة من النظريات حول كيفية وأسباب اغتيال كينيدي، وذلك بالإضافة إلى احتمال وجود مؤامرة. في عام 1979، خلصت اللجنة المعنية باغتيالات مجلس النواب الأمريكي (إتش إس سي إيه) إلى أن أوزوالد اغتال كينيدي، إلا أنه كان بجانبه رجل مسلح آخر أطلق النار على كينيدي أيضًا، ذلك واحتمال وجود مؤامرة. كان استنتاج اللجنة المتعلق باحتمالية وجود مؤامرة مستند بشكل كامل تقريبًا على نتائج تحليل الطب الشرعي التي كانت جزءًا من تحقيق الشرطة، والتي أصبحت موضع نزاع فيما بعد. 

## الأصل
في عام 1966، بدأ المدعي العام لمقاطعة نيو أورليانز جيم جاريسون تحقيقًا في اغتيال الرئيس كينيدي. قاده هذا التحقيق إلى استنتاج مفاده أن مجموعة من المتطرفين اليمينيين كانوا متورطين مع عناصر من وكالة المخابرات المركزية في مؤامرة لقتل كينيدي. كما توصل جاريسون إلى الاعتقاد بأن رجل الأعمال كلاي شو، رئيس سوق التجارة الدولية في نيو أورليانز، كان جزءًا من المؤامرة. في 1 مارس 1967، اعتقل جاريسون شو بتهمة التآمر لاغتيال الرئيس كينيدي.
بعد ثلاثة أيام من اعتقال شو، نشرت الصحيفة اليسارية الإيطالية بيزي سيرا، مقالًا يزعم أن شو كان له علاقات مع وكالة المخابرات المركزية، من خلال ارتباطه بمركز التجارة العالمي، وهو شركة تابعة للمعارض الصناعية الدائمة، حيث كان شو عضو في مجلس الإدارة. وفقًا لبيزي سيرا فإن مركز التجارة العالمي كان عبارة عن منظمة واجهة طُورت من قبل وكالة المخابرات المركزية لتحويل الأموال إلى إيطاليا من أجل «أنشطة التجسس السياسي غير القانونية». أفادت بيزي سيرا أيضًا أن مركز التجارة العالمية حاول عزل الرئيس الفرنسي شارل ديغول في أوائل الستينيات. ونشرت الصحيفة مزاعم أخرى عن أفراد قالت إنهم على صلة بالمعارض الصناعية الدائمة بمن فيهم لويس بلومفيلد الذي وصفته بأنه «جاسوس أمريكي يلعب الآن دور رجل أعمال من كندا [أقام] علاقات سرية في روما مع نواب الديمقراطيين المسيحيين والأحزاب الفاشية الجديدة». أعيد نشر هذه الادعاءات في الصحف المختلفة المرتبطة بالأحزاب الشيوعية في إيطاليا (لونيتا) وفرنسا (لومانيتي) والاتحاد السوفيتي (برافدا) وكذلك الصحف اليسارية في كندا واليونان، وذلك قبل الوصول إلى الصحافة الأمريكية بعد ثمانية أسابيع. قال الصحفي الأمريكي ماكس هولاند إن مزاعم بيزي سيرا التي ربطت شو بوكالة المخابرات المركزية كانت السبب وراء قيام جاريسون بتوريط وكالة المخابرات المركزية في مؤامرة اغتيال كينيدي.
في 29 يناير 1969، قُدم كلاي شو للمحاكمة بتهمة المشاركة في مؤامرة اغتيال كينيدي، ووجدت هيئة المحلفين أنه غير مذنب.

## مؤيدو النظرية والمقتنعون بها
زعم جيم جاريسون أن المتطرفين المناهضين للشيوعية والمناهضين لكاسترو في وكالة المخابرات المركزية تآمروا على اغتيال كينيدي للحفاظ على توتر العلاقات مع الاتحاد السوفيتي وكوبا، ومنع انسحاب الولايات المتحدة من فيتنام. كتب جيمس دوجلاس في كتابه جون ف. كينيدي وما لا يمكن وصفه أن وكالة المخابرات المركزية قد قتلت كينيدي، وذلك بناءً على أوامر المتآمرين مع «المجمع الصناعي العسكري» واستعملت هارفي أوزوالد ككبش فداء للعملية. على غرار جاريسون، ذكر دوغلاس أن كينيدي قُتل لأنه كان يتراجع عن الحرب الباردة ويتابع مسارات نزع السلاح النووي، والتقرب من فيدل كاسترو، والانسحاب من الحرب في فيتنام.
في عام 1977، أصدر مكتب التحقيقات الفدرالي 40 ألف ملف متعلق باغتيال كينيدي، بما في ذلك مذكرة 3 أبريل 1967 من نائب المدير ديك ديلوش إلى المدير المساعد كلايد تولسون والتي كُتبت بعد أقل من شهر من علم الرئيس جونسون من ج. إدغار هوفر حول مؤامرات وكالة المخابرات المركزية لقتل فيدل كاسترو.